# Carter County Courthouse
La Carter County Courthouse est un palais de justice américain situé à Van Buren, au Missouri. Elle est inscrite au Registre national des lieux historiques depuis le 6 octobre 2022.